# فلیکس گتاری
پیر فلیکس گُوتاری (به فرانسوی: Pierre-Félix Guattari) (زاده ۳۰ آوریل ۱۹۳۰ – درگذشته ۲۹ اوت ۱۹۹۲) روان‌شناس، فیلسوف و فعال پسامارکسیست فرانسوی بود. گاتاری بنیانگذار روش تحلیل شیزوئی و زیست-فلسفه است و برای آثار مشترکی که با ژیل دلوز منتشر کرده شهرت دارد.

## زندگی
گتاری در محله‌ای کارگرنشین در شمال غرب پاریس فرانسه به دنیا آمد. وی در اوایل دهه پنجاه زیر نظر ژاک لاکان، روانکاو مشهور فرانسوی، تعلیم دید و تا زمان مرگش (بر اثر سکته قلبی) در سال ۱۹۹۲ در درمانگاه روان‌پزشکی لا بورد (La Borde) مشغول به کار شد. این درمانگاه زیر نظر ژان آوری از شاگردان ژاک لاکان فعالیت می‌کرد. لا بورد که یکی از بزرگ‌ترین مراکز روان درمانی زمان خود بود در عین حال محلی برای گفت و شنود و مواجهه دانشجویان و پژوهشگران رشته‌ها و حوزه‌های مختلفی چون فلسفه، روان‌شناسی، قوم‌شناسی، علوم اجتماعی و غیره بود. این مؤسسه پایگاه اصلی گتاری تا زمان مرگ وی ماند.
از مهم‌ترین چرخش‌ها و تحولاتی که در درمانگاه لا بورد رشد پیدا کرد نقد و تعلیق روشهای کلاسیک تحلیل روانکاوانه و فاصله گرفتن از الگوی فردگرایانه فرویدی به نفع مواجهه باز در گروه درمانی بود. همین فاصله گرفتن از الگوی فردگرایانه روانکاوی در نحلهٔ فرویدی، و رفتن به سوی مواجهه‌های سوژه‌های متکثر در تعاملی پیچیده؛ گاتاری را به کندوکاوی گسترده‌تر در ابعاد فلسفی، تعامل سیاسی، طیف وسیعی از حوزه‌های فکری و فرهنگی (فلسفه، قوم نگاری، زبان‌شناسی، معماری و غیره) کشاند و در نهایت وی را به عنوان یکی از منتقدان روانکاوی مطرح ساخت.

### دهه ۱۹۶۰ و ۱۹۷۰
بین سال‌های ۱۹۵۵ تا ۱۹۶۵ گاتاری در فعالیت‌های سیاسی شرکت داشت. وی در این دوره ویراستار و همکار نشریه تروتسکیستی «راه کمونیست» (به فرانسوی: La Voie) بود. او از مبارزات ضد استعماری و همچنین اتونومیست‌های ایتالیایی حمایت می‌کرد. گتاری یکی از اعضای گروه موسوم به G.T.P.S.I بود که در اوایل دهه ۱۹۶۰ از گروهی از روانکاوان تشکیل شده بود. این گروه در نوامبر ۱۹۶۵ انجمن روانکاوی نهادی را تشکیل دادند. در همین زمان بود که وی، همراه با شبه‌نظامیانی دیگر، فدراسیون گروه‌های مطالعه و پژوهش نهادی (F.G.E.R.I) و نشریه آن با عنوان پژوهش (Recherche) را تأسیس کرد که در زمینه فلسفه، ریاضیات، روانکاوی، آموزش و پرورش، معماری و قوم‌شناسی مطالعه می‌کردند. فعالیت‌های فدراسیون گروه‌های مطالعه و پژوهش نهادی نشان‌دهنده جنبه‌های مختلف دل‌مشغولی‌های سیاسی و فرهنگی گاتاری است. این فدراسیون در زمینه‌های مختلفی همچون فعالیت‌های ضد جنگ در الجزایر و ویتنام، کمک به پژوهش‌های روان‌شناسی و روانکاوی، تأسیس گروه دوستی فرانسه و چین، مطالعات در زمینه معماری و ساخت بیمارستانی برای دانشجویان و کارگران جوان و نظایر آن فعالیت می‌کرد.
وی یکی از بنیانگذاران سازمان همبستگی و کمک به انقلاب آمریکای لاتین (OSARLA) بود. گاتاری از همان آغاز اعتراض‌های ۱۹۸۶ فرانسه در ۲۲ مارس آن سال درگیر این اعتراض‌ها شد. پس از این اعتراض‌ها بود که وی با ژیل دلوز در دانشگاه وینسن ملاقات کرد و این امر آغازی برای همکاری این دو پژوهشگر بود که به انتشار کتاب ضد اودیپ انجامید. کتابی که میشل فوکو از آن به «مقدمه‌ای بر زندگی غیرفاشیستی» یاد کرده است.
گتاری در سال ۱۹۷۳ به دلیل انتشار مقاله‌ای در مجله پژوهش‌ها با موضوع همجنسگرایی به جرم «جریحه‌دار کردن عفت عمومی» در دادگاه محکوم شد.

## کتابشناسی
کتاب‌های ترجمه شده به فارسی
- فضاهای جدید آزادی، فلیکس گاتاری و آنتونی نگری، ترجمه ایمان گنجی، کیوان مهتدی، تهران: روزبهان، ۱۳۹۱.
- فلسفه چیست؟، ژیل دلوز و فلیکس گاتاری، ترجمه زهره اکسیری، پیمان غلامی، تهران: رخداد نو، ۱۳۹۱.
- کافکا: به سوی ادبیات اقلیت، ژیل دلوز و فلیکس گاتاری، ترجمه شاپور بهیان، تهران: انتشارات ماهی، ۱۳۹۲.
- کافکا به سوی یک ادبیات خُرد، ژیل دلوز و فلیکس گاتاری؛ ترجمه رضا سیروان و نسترن گوران، تهران: رخداد نو، ۱۳۹۲.
- هزار فلات (کاپیتالیسم و اسکیزوفرنی)، ژیل دلوز و فلیکس گاتاری؛ ترجمه زهره اکسیری و دیگران؛ تهران: رخداد نو، ۱۳۹۱.